# نتیزا
نتیزا (انگلیسی: Netezza) شرکت فناوری اطلاعات آمریکایی است، که در سال ۱۹۹۹ تأسیس شد.